# G Hannelius
G Hannelius, właśc. Genevieve Elizabeth Hannelius (ur. 22 grudnia 1998 w Bostonie) – amerykańska aktorka, piosenkarka i autorka tekstów.
Występowała w roli Avery w serialu Blog na cztery łapy, Emily w filmie Brat zastępowy oraz Dakota Condor w serialu Słoneczna Sonny. Grała też w serialach: Powodzenia, Charlie! jako przyjaciółka Gabe’a – Jo Keener, i w Hannah Montana jako mała dziewczynka o imieniu Tiffany.

## Życiorys
Urodziła się w Bostonie. W wieku 3 lat przeprowadziła się wraz z rodziną do południowego Maine. Rozpoczęła karierę aktorską w wieku lat 7 w teatrze dla dzieci z Maine, a w 2008 r. wyjechała do Kalifornii na trzy miesiące, aby przejść serię przesłuchań. Rodzice, widząc jej zamiłowanie do gry aktorskiej, postanowili zostać w Los Angeles na stałe. Tam rozpoczęła karierę jako aktorka telewizyjna, by następnie zostać zauważona przez Disneya. 

## Filmografia

### Filmy
- 2009: Black & Blue jako Zoe
- 2010: Brat zastępowy jako Emily Pearson
- 2010: The Search for Santa Paws jako Janie
- 2016: Before I Fall jako Angel
- 2020: Day 13 jako Heather
- 2022: Bezsenność we dwoje jako Leah
- 2023: Sid Is Dead jako Tiff[1]

### Seriale
- 2009: Surviving Suburbia jako Courtney Patterson
- 2009: Hannah Montana jako Tiffany
- 2009: Rita Rocks jako Brianna Boone
- 2009–2010: Słoneczna Sonny jako Dakota Condor
- 2010–2011: Powodzenia, Charlie! jako Jo Keener (sezon 1-2)
- 2011: Ja w kapeli jako panna Dempsey
- 2011: Love Bites jako Maddy Tinnelli
- 2012–2015: Blog na cztery łapy jako Avery Jennings
- 2014: Jessie jako Mackenzie „Mad Mac”
- 2016: Roots jako Missy Waller
- 2017: American Vandal[1] jako Christa Carlyle
- 2019: Timeline jako  Marti